# Komatsu LAV
Komatsu LAV (jap. 軽装甲機動車, Keisoukoukidousha) je japansko lako oklopno vozilo. Komatsu LAV je u službi japanske kopnene vojske od 2002. godine i rabljen je u Ratu u Iraku. Proizvodi ga tvrtka Komatsu Ltd. Vozilo ima velikih sličnosti s francuskim lakim oklopnim vozilom VBL.

## Opis
Razvoj Komatsu LAV vozila je započeo 1997. kako bi se nadoknadila potreba japanske kopnene vojske za oklopnim kotačnim vozilom koje bi pružilo bolju zaštitu posadi od Toyota High Mobility Vehicles i Mitsubishi Type 73 Light Trucks, čija zaštita nije zadovoljavala zaštitu od pješačkog oružja malog kalibra. Prva vojna misija bila mu je u Kuvajtu kada su japanske kopnene snage dopremile vozilo Komatsu LAV zbog humanitarnih operacija.
Inačice ovog vozila nisu poznate, ali Komatsu LAV može biti naoružan sa Sumitomo M249 LMG ili Sumitomo M2HB 12,7 mm strojnicom. Može se montirati i Tip 01 LMAT ili Kawasaki Type 87 protutenkovske rakete za protuoklopnu borbu. Uz klasično naoružanje, postavljaju se i dva bacača dimnih granata na stražnji dio vozila.

## Korisnici
- Japan - više od 1300 vozila (2008.)

## Vanjske poveznice
- Official JGSDF Page.
- Military Powers Page.  Arhivirana inačica izvorne stranice od 2. listopada 2011. (Wayback Machine)